# Heresy
Heresy var ett brittiskt hardcore-band, ett av de tidigaste så kallade thrashcore-banden från landet. De var pionjärer inom den snabba hardcore, thrash- och grindcorescenen på slutet av 1980-talet (tillsammans med bland andra Ripcord, Extreme Noise Terror och Napalm Death) som kom att utvecklas åt tidigare nämnda olika håll. Gruppen bildades 1985 i Stoke on Trent.

## Diskografi
Album
- Heresy / Concrete Sox (delad LP) (Earache, 1987)
- Face Up To It (LP) (In Your Face, 1988)
- 13 Roching Anthems (LP) (In Your Face, 1989)

Singlar / EPs
- Never Healed (flexi-EP) (Earache, 1986)
- "Thanks!" (7") (1987)
- "Whose Generation?" (7") (In Your Face, 1989)
- "Live At Leeds" (7") (Open, 1990)

Samlingsalbum
- Never Slit Thanks (CD) (1990) (Earache/Toys Factory)
- Voice Your Opinion (1992) (Lost & Found)
- Visions Of Fear (1992) (Lost & Found)
- Voice Of Fear (199?) (Lost & Found)
- 1985-87 (2006) (Boss Tuneage)
- 20 Reasons To End It All (2007) (Boss Tuneage)